# Ardisia densilepidotula
Ardisia densilepidotula Merr. – gatunek roślin z rodziny pierwiosnkowatych (Primulaceae). Występuje naturalnie w Chinach – na wyspie Hajnan. 

## Morfologia
PokrójZimozielone drzewo dorastające do 3–15 m wysokości.
LiścieBlaszka liściowa ma odwrotnie jajowaty lub lancetowaty kształt. Mierzy 11–24 cm długości oraz 4–6 cm szerokości, jest całobrzega, ma klinową nasadę i ostry wierzchołek. Ogonek liściowy jest nagi i ma 10 mm długości.
KwiatyZebrane w wiechach wyrastających niemal na szczytach pędów. Mają działki kielicha o owalnym kształcie i dorastające do 1–2 mm długości. Płatki są owalne i mają białą barwę.
OwocPestkowce mierzące 6 mm średnicy, o kulistym kształcie i czerwonopurpurowej barwie.

## Biologia i ekologia
Rośnie w lasach, na wysokości od 300 do 2000 m n.p.m.